# Bosco Fallistro
Bosco Fallistro este o arie protejată (arie specială de conservare — SAC, sit de importanță comunitară — SCI) din Italia întinsă pe o suprafață de 6,51 ha, integral pe uscat.

## Localizare
Centrul sitului Bosco Fallistro este situat la coordonatele 39°19′27″N 16°28′02″E / 39.324167°N 16.467222°E.

## Înființare
Situl Bosco Fallistro a fost declarat sit de importanță comunitară în septembrie 1995 pentru a proteja 1 specie de animale. Situl a fost protejat și ca arie specială de conservare în aprilie 2016.

## Biodiversitate
Situată în ecoregiunea mediteraneană, aria protejată conține 2 habitate naturale: Păduri de pin (sub-) mediteraneene cu pini negri endemici, Păduri de fag din Apenini cu Taxus și Ilex.
La baza desemnării sitului se află o specie protejată de mamifere: lupul (Canis lupus).
Pe lângă speciile protejate, pe teritoriul sitului au mai fost identificate 4 specii de plante, 2 specii de nevertebrate.